# Гуркин, Семён Иванович
Семён Иванович Гуркин — советский хозяйственный, государственный и политический деятель.

## Биография
Родился в 1909 году в селе Лебедиха. Член КПСС.
С 1929 года — на хозяйственной, общественной и политической работе. В 1929—1946 гг. — инженер-технолог, прораб монтажа электролизного цеха, старший инженер технического отдела, начальник электролизного цеха, директор Богословского алюминиевого завода, руководитель производства на заводах Маньчжурии, Югославии, Венгрии, главный инженер, директор Сталинского/Новокузнецкого алюминиевого завода, начальник строительства Братского алюминиевого завода.
Умер после 1966 года.